# 今宵はきみと
「今宵はきみと」（原題： Tonight I'll Be Staying Here with You）は、ボブ・ディランの楽曲。『ナッシュヴィル・スカイライン』（1969年）に収録後、シングルカットされた。

## 概要
1969年2月17日、ナッシュビルで録音された。演奏者は、ボブ・ウィルソン（ピアノ）、チャーリー・ダニエルズ（ギター）、チャーリー・マッコイ（ベース）、ノーマン・ブレイク（ギター）、ハーガス・ロビンソン（ピアノ）、ピーター・ドレイク（スティール・ギター）、ケニー・バットレー（ドラムズ）。
1969年10月7日、アルバムからシングルカットされた。B面は「カントリー・パイ」。同年11月29日付のビルボード・Hot 100で50位を記録した。
1975年12月4日にカナダのモントリオールで行ったライブのバージョンが『ローリング・サンダー・レヴュー：ブートレッグ・シリーズ第5集』（2002年）に収録されている。

## カバー・バージョン
- シェール - 『3614 Jackson Highway』（1969年）に収録。録音はマッスル・ショールズ・サウンド・スタジオで行われた。
- エスター・フィリップス - シングル（1969年）[4]。
- オレンジ・バイシクル - 『Orange Bicycle』（1970年）に収録。
- ベン・E・キング - 『Rough Edges』（1970年）に収録。
- ジェフ・ベック・グループ - 『ジェフ・ベック・グループ』（1972年）に収録。
- ティナ・ターナー - 『Tina Turns the Country On!』（1974年）に収録。
- デイヴ・ケリー - 『Willing』（1979年）に収録。
- エディ・アドコック・バンド - 『Dixie Fried』（1991年）に収録。
- アン・ピーブルス - 『I Believe to My Soul』（2005年）に収録。
- リッキー・ネルソン - 『In Concert at the Troubadour, 1969』（1970年）の2011年再発盤に収録。